# 百泉镇 (乌苏市)
百泉镇，是中华人民共和国新疆维吾尔自治区塔城地区乌苏市下辖的一个乡镇级行政单位。

## 行政区划
百泉镇下辖以下地区：
百泉村、普尔塔村、榆树村、白杨树村、托古里克莫墩村、道兰莫墩村、葫麻梁村、圪垯泉村、东梁村和橙槽村。